# Presidente Prudente
Presidente Prudente város Brazíliában, São Paulo államban. Lakosainak száma 225 668 fő (2022). Presidente Prudente Caiabu, Pirapozinho, Santo Expedito, Mariápolis, Anhumas, Alfredo Marcondes, Álvares Machado, Flora Rica, Flórida Paulista és Regente Feijó községekkel határos.

## Népesség
A település népességének változása:
| Lakosok száma | 189 186 | 207 610 | 222 192 | 230 371 | 231 953 | 225 668 |
|               | 2000    | 2010    | 2015    | 2020    | 2021    | 2022    |